# Erlinsbach (Solothurn)
Erlinsbach és un municipi del cantó de Solothurn (Suïssa), situat al districte de Gösgen. Aquest municipi va néixer el 2006 del resultat de la fusió entre Niedererlinsbach i Obererlinsbach.